# Yasuo Manaka
Yasuo Manaka (眞中 靖夫 Manaka Yasuo?, nacido el 31 de enero de 1971 en Ibaraki) es un exfutbolista japonés. Jugaba de delantero y su último club fue el Yokohama FC de Japón.

## Trayectoria

### Clubes
| Club                | País  | Año         |
| ------------------- | ----- | ----------- |
| Kashima Antlers     | Japón | 1989 - 1998 |
| Cerezo Osaka        | Japón | 1999 - 2003 |
| Sanfrecce Hiroshima | Japón | 2003 - 2004 |
| Yokohama FC         | Japón | 2004        |

## Palmarés

### Títulos nacionales
| Título             | Club            | País  | Año  |
| ------------------ | --------------- | ----- | ---- |
| J1 League          | Kashima Antlers | Japón | 1996 |
| Copa J. League     | Kashima Antlers | Japón | 1997 |
| Copa del Emperador | Kashima Antlers | Japón | 1997 |
| J1 League          | Kashima Antlers | Japón | 1998 |